# Onthophagus antennalis
Onthophagus antennalis är en skalbaggsart som beskrevs av Frey 1961. Onthophagus antennalis ingår i släktet Onthophagus och familjen bladhorningar. Inga underarter finns listade i Catalogue of Life.